# Слах Каруї
Слах Каруї (араб. صلاح قروي, фр. Slah Karoui, нар. 11 вересня 1951) — туніський футболіст, що грав на позиції нападника.
Виступав за клуб «Етюаль дю Сахель», а також національну збірну Тунісу.

## Клубна кар'єра
У дорослому футболі дебютував 1970 року виступами за команду «Етюаль дю Сахель», кольори якої і захищав протягом усієї своєї кар'єри гравця, вигравши чемпіонат у 1972 році та Кубок Тунісу двічі поспіль у 1974 та 1975 році.

## Виступи за збірну
1973 року дебютував в офіційних матчах у складі національної збірної Тунісу.
У складі збірної був учасником чемпіонату світу 1978 року в Аргентині, зігравши лише в одному матчі зі збірною Мексики, в якому вийшов на поле на 70 хвилині, замінивши Абдеррауфа Бен-Азіза.

## Титули і досягнення
- Чемпіон Тунісу (1):

«Етюаль дю Сахель»: 1971/72
- Володар Кубка Тунісу (2):

«Етюаль дю Сахель»: 1973/74, 1974/75